# 10-Undecin-1-ol
10-Undecin-1-ol ist ein natürlich vorkommendes, lineares Alkinol mit endständiger Ethinylgruppe. Es ist synthetisch aus 10-Undecen-1-ol bzw. 10-Undecinsäure oder Methylundecinoat einfach zugänglich.

## Herstellung
Reduktion von 10-Undecinsäure mit Lithiumaluminiumhydrid in Diethylether ergibt 10-Undecinol in einer Ausbeute von 89 % d.Th.
10-Undecinol kann durch Isomerisierung von 2-Undecin-1-ol (aus der Umsetzung von Propargylalkohol mit n-Octyllithium) in 93%iger Ausbeute erhalten werden.
Die Verschiebung der innenständigen Dreifachbindung an das Kettenende gelingt glatt mit dem Kaliumamid des 1,3-Diaminopropans.
Analog zur Darstellung der 10-Undecinsäure aus Undecylensäure kann 10-Undecin-1-ol aus 10-Undecen-1-ol durch Bromierung der Doppelbindung und anschließende zweifache Dehydrobromierung mit Natriumamid in flüssigem Ammoniak in 60%iger Ausbeute gewonnen werden.
Ein weiterer Syntheseweg geht aus vom Methylester der 10-Undecinsäure, der mit Tetraisopropylorthotitanat und Polymethylhydrosiloxan (PMHS) in 63%iger Ausbeute zum 10-Undecinol reduziert wird.

## Eigenschaften
10-Undecin-1-ol ist reinem Zustand eine klare, farblose Flüssigkeit, die bei Temperaturen unter 5 °C zu einer wachsartigen Masse erstarrt. Wie Undecylensäure besitzt auch 10-Undecinol fungizide Wirkung, die allerdings durch seine noch geringere Wasserlöslichkeit eingeschränkt ist. Einschlussverbindungen mit methyliertem β-Cyclodextrin erhöhen die Wasserlöslichkeit und damit die Bioverfügbarkeit von derart solubilisiertem 10-Undecinol, die zu einer erheblich gesteigerten Wirksamkeit gegen phytopathogene Pilze, wie Rosellina necatrix führen.

## Anwendungen
10-Undecinol ist ein wichtiger Baustein in einer Syntheseroute zum Insektenpheromon Bombykol, das als Sexuallockstoff beim Seidenspinner wirkt. Eine konvergente stereospezifische Synthese basiert auf den Ausgangsmaterialien 10-Undecinol und 1-Pentin.
In Analogie zur Herstellung der 10,12-Docosadiin-1,22-disäure aus 10-Undecinsäure durch oxidative Glaser-Kupplung kann 10-Undecin-1-ol in der Variante der Eglinton-Reaktion mit Kupfer(II)-acetat in Pyridin und katalytischen Mengen Kupfer(I)-chlorid in 68%iger Ausbeute zum entsprechenden α,ω-Diol 10,12-Docosadiin-1,22-diol verknüpft werden.
Die einfache Thiol-In-Addition von Mercaptoethanol an die Ethinylgruppe des 10-Undecinols führt zu einem Vinylthioetherderivat, das als Diolkomponente mit MDI (Methylendiphenylisocyanate) zu linearen Polyurethanen reagieren.
Die terminale Ethinylgruppe macht 10-Undecinol zu einem geeigneten Molekül für die Click-Chemie, z. B. für Thiol-In-Kupplungsreaktionen.
So reagiert 10-Undecinol (zusammen mit 10-Undecinsäure und 10-Undecinsäuremethylester) in einer photoinitiierten Thiol-In-Reaktion mit 3,6-Dioxa-1,8-dithiol in Gegenwart des Photoinitiators DMPA (2,2-Dimethoxy-2-phenylacetophenon) zu kammartigen Oligothioethern, die als funktionelle Polyole für Polyurethansynthesen Verwendung finden können.
Eine weitere Click-Reaktion, die Kupfer(I)-iodid-katalysierte Azid-Alkin-Cycloaddition (CuAAC, engl. copper(I)-catalyzed azide-alkyne cycloaddition), führt bei der Umsetzung TBDMS (tert-Butyldimethylsilyl)-geschützter Glutarsäurehalbester von 10-Undecinol mit dem Bis-Azid 1,5-Diazido-3-oxapentan [Bis(2-azidoethyl)ether] in 86%iger Ausbeute zu substituierten 1,2,3-Triazolen.
Das entstehende polymerisierbare Bolaamphiphil kann als Modellverbindung für membrandurchspannende Lipide dienen, die den Membranen der biologischen Domäne der Archaeen extreme Stabilität gegen hohen thermischen (bis 121 °C), osmotischen (ca. 30 % NaCl-Lösung) und hydrolytischen (pH 0) Stress verleihen.
Die Länge der hydrophoben Kette zwischen den beiden hydrophilen Kopfgruppen des Bistriazol-Bolaamphiphils sollte ausreichen, die ca. 35 Ångström dicke Lipiddoppelschicht von Biomembranen zu durchspannen.